# برهان محمد
برهان محمد هو دبلوماسي وسياسي إندونيسي، ولد في 3 أغسطس 1957 في يوغياكارتا في إندونيسيا، وتوفي في 19 مايو 2015 في سنغافورة.